# 금정터널
금정터널(金井터널)은 경부고속선에 위치한 철도터널로 길이 23km(유효길이 20.3km)의 장대터널이다. 울산 ~ 부산 구간(울산역과 부산역 사이)에 있으며, 부산 도시철도 1호선 노포역 인근(부산광역시 금정구 노포동)에서 경부선 부산진역 인근(부산광역시 동구 초량동)까지 이어진다. 현재 대한민국에서 세 번째로 긴 터널이며 부전역 KTX 개통에 대비하여 시설이 마련되어 있으나 사용하지 않고 있다.

## 개통
2009년 2월 13일에 개통했다.

## 길이
- 폭은 12.5 ~ 34.1m, 높이 8.6 ~ 12.5m 복선이다.

## 등급
2021년 3월 17일 금정터널에 대한 정밀안전진단을 실시한 결과 안전등급이 B등급(양호)으로 지정되었다.
국토안전관리원은 1년에 걸쳐 터널의 본선 라이닝, 갱문, 사갱, 환기구 등에 대한 정밀안전진단을 수행한 결과 안전등급을 결정했다.

## 피난 및 방재시설
- 터널 내부에는 50m 간격으로 비상구까지의 거리를 표시하는 비상 유도등이 설치되어 있다.
- 500m 간격으로 소화기가 배치되어 있다.
- 비상시 차량이 들어올 수 있는 경사터널(사갱) 2곳[7], 외부로 대피할 수 있는 수직구 4곳[8], 구난대피소 4곳이 있다.

## 방재시설 부족 논란
터널 길이에 비해 화재 등 비상 상황 발생시 구조인력이 진입하거나, 승객들이 대피할 수 있는 통행로 역할을 할 수 있는 곳은 부족하다는 의견이 있다. 비상상황 때 구조인력을 투입할 진입 수직구가 4곳뿐이고 유독가스 배연시설이 없고 대피소도 부족하다.
내부에는 소방차 진입로 구실을 하는 경사터널 2곳과 구조 인력이 진입하거나 승객들이 외부로 탈출할 수 있는 수직구 4곳이 분산되어있는데 이들 경사터널과 수직구 사이의 간격은 짧게는 2㎞에서 길게는 3.2㎞에 이르고 있고 진입로에서 멀리 떨어진 곳에서는 열차 화재 등 사고가 발생하면 구조 인력이 현장에 접근하는데만도 상당한 시간이 걸린다.
구조 인력의 현장 접근을 돕기 위해 금정터널 내에 동력 트로리 5대가 비치돼 있지만, 한번에 많은 인력과 장비를 태울 수 없는 문제가 있고
터널 내에 소방전용 무선통신 설비가 없어 구조기관 지휘부의 신속한 상황 전파와 긴밀한 현장 지휘가 어렵기도 하며 특히 화재 발생 때 유독 가스를 강제로 배출시킬 수 있는 배연기도 설치돼 있지 않아 어두운 터널 내에서 유독 연기에 질식한 승객들이 응급구조를 받기 위해 외부로 대피하는 데는 상당한 어려움이 따르기 때문이다.
환기시설과 화장실 등 편의시설을 갖춘 대피소(면적 200㎡ 이상)가 별도로 4곳에 설치돼 있지만 수백명의 승객들을 수용하기에는 규모가 작은 실정이기 때문으로 추산한다.
이처럼 금정터널의 방재시설이 취약한 것은 일반 도로터널이나 도시철도 역사나 선로처럼 소방법의 적용을 받지 않고, 국토해양부의 자체 안전기준을 따르고 있기 때문이다.

## 같이 보기
- 경부고속선
- 율현터널
- 솔안터널
- 원효터널